# Carrai
Carrai Raven, 1984 è un genere di ragni appartenente alla famiglia Euagridae.

## Distribuzione
L'unica specie tuttora conosciuta è un endemismo del Nuovo Galles del Sud, nel continente australiano.

## Tassonomia
Attualmente, a dicembre 2020, si compone di una sola specie:
- Carrai afoveolata Raven, 1984[2] — Nuovo Galles del Sud